# Tuile anéchoïque

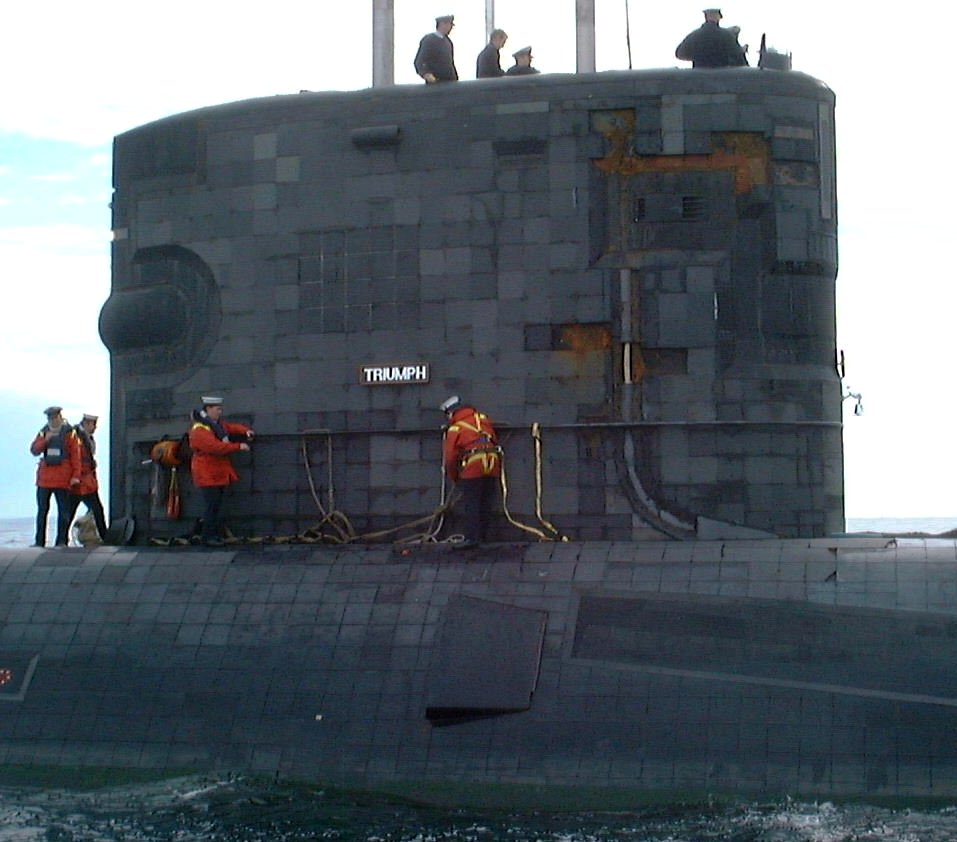
Tuiles anéchoïques de l’ de la Royal Navy.

Les tuiles anéchoïques sont un revêtement de caoutchouc ou de sorbothane incluant des milliers de minuscules cavités. Elles sont posées sur l'extérieur de la coque de sous-marins ou de bâtiments militaires, ainsi que dans les chambres anéchoïques. Elles ont deux fonctions dans un rôle de furtivité :
- absorber les ondes sonar en réduisant et déformant le signal retourné, réduisant ainsi sa portée effective ;
- atténuer les sons émis par le bâtiment (bruit moteur essentiellement), réduisant ainsi la distance à laquelle le bâtiment peut être détecté par un sonar passif.

## Historique
La technologie des tuiles anéchoïques a été développée par l'Allemagne durant la Seconde Guerre mondiale, sous le nom de code Alberich d'après un sorcier invisible de la mythologie allemande. Posées sur les sous-marins, ces tuiles formaient un revêtement de caoutchouc de 4 mm d'épaisseur. Elles atténuaient les sons dans la plage de fréquences de 10 à 18 kHz à 15 % de leur puissance initiale. Cette plage de fréquences correspondait à celles des premiers sonars ASDIC utilisés par les Alliés. Grâce à ce revêtement, la portée opérationnelle des ASDIC était réduite de 2 000 mètres à 300 mètres.
Le caoutchouc contenait une série de petits trous, qui aidaient à dissiper les sons. Le problème était que le matériau avait des performances variables en fonction de la profondeur, car les trous étaient comprimés différemment selon la profondeur d'immersion. Un autre problème était la pose du revêtement sur le sous-marin, qui nécessitait une colle spéciale ainsi qu'une application soignée. Les premiers essais ont été menés en 1940, mais le revêtement ne sera finalement opérationnel qu'en 1944 sur l'U-480.
Après la guerre, elles ne seront pas utilisées avant les années 1970, lorsque la marine soviétique commença à revêtir ses sous-marins de caoutchouc. Au fil du temps, la technologie progressant, les tuiles permirent de réduire de façon radicale la signature acoustique des sous-marins. Les tuiles des sous-marins russes de la classe Akula ont une épaisseur d'environ 100 mm et permettent de réduire leur signature acoustique de 10 à 20 dB (10 % à 1 % de la puissance initiale).
Les matériaux modernes sont constitués de multiples couches et de multiples trous de tailles différentes, chacun conçu pour une plage de fréquences spécifique à une profondeur différente. Différentes matières sont parfois utilisées afin d'absorber des fréquences de sons de machines spécifiques suivant leur localisation sur le sous-marin.
L'US Navy a commencé à appliquer des revêtements anéchoïques sur ses sous-marins à partir de 1988, et les autres marines ont suivi rapidement.
Dans les années 1990 la rumeur a couru qu'il existait une « peinture » anti-sonar. Un certain mystère régnait à ce sujet, bien qu'il soit techniquement impossible qu'une peinture puisse atténuer efficacement des ondes sonores ou ultrasonores, dans les gammes utilisées par les militaires. Selon toute vraisemblance, il s'agirait en fait de systèmes d'atténuation actifs. La surface du sous-marin est couverte par zones de plaques fines (µm à mm) de polymère piézo-électrique type PVDF. Une onde acoustique incidente sur la coque génère alors un signal électrique proportionnel à son intensité. Ce signal est inversé électroniquement et la tension résultante appliquée à un ou plusieurs transducteurs piézo-électriques qui génèrent une onde acoustique en opposition de phase avec l'onde incidente, ce qui l'annule. Le même principe est utilisé dans les casques anti-bruit dits « actifs ».